# Tuc de Montabòna
El Tuc de Montabòna és una muntanya de 2.795 metres que es troba entre els municipis de Lladorre, a la comarca del Pallars Sobirà i l'Arieja a França.